# Phoebe Lankester
Phoebe Lankester (o Phebe Lankester, 10 de abril de 1825 – 9 de abril de 1900) fue una escritora, y botánica británica, reconocida por su escritura de divulgación de ciencia popular, particularmente en flora silvestre, plantas parásitas, y helechos.
Su escritura incorporó texto técnico y de alto nivel y escritura accesible al lector.

## Vida
Nació Phoebe Pope en Highbury, su padre era molinero de Mánchester. Tuvo un hermano, Se casó con Edwin Lankester, y tuvieron ocho niños.

## Obra

### Algunas publicaciones
- 1896. Wild flowers worth notice for their beauty, associations, or uses / by Mrs. Lankester ; with 104 coloured figures from drawings. xx + 159 p. [104] hojas de placas, il.

- 1860. A plain and easy account of the British ferns : together with their classification, arrangement of genera, structure, and functions; and a glosssary of technical and other terms xv + 108 p. il. ed. revisada; London: R. Hardwicke, ca. 1860.